# Año Internacional para la Erradicación de la Pobreza
1996 fue proclamado Año Internacional para la Erradicación de la Pobreza por la Asamblea General de las Naciones Unidas mediante la resolución 48/183, adoptada el 21 de diciembre de 1993. Esta designación respondió a la creciente preocupación por la pobreza como un problema complejo y de múltiples dimensiones que afecta especialmente a los países en desarrollo. La ONU destacó la necesidad de reforzar los esfuerzos nacionales e internacionales para erradicar la pobreza, especialmente en los países menos adelantados, los países de África subsahariana y otras regiones donde amplios sectores de la población enfrentan condiciones precarias. El propósito central de la iniciativa fue sensibilizar a nivel global sobre la erradicación de la pobreza para consolidar la paz y lograr un desarrollo sostenible.

## Actividades y alcance
Durante 1996, se llevaron a cabo diversas actividades a nivel local, nacional e internacional con la participación de Estados miembros, organizaciones intergubernamentales y no gubernamentales. El sistema de las Naciones Unidas brindó asistencia en la coordinación de estos esfuerzos, fomentando la cooperación entre gobiernos y actores sociales. Se promovió la implementación de programas de desarrollo sostenible, el fortalecimiento del comercio internacional y la cooperación técnica como medios clave para abordar la pobreza. Se instó a los Estados a colaborar activamente en la implementación de políticas de erradicación de la pobreza y a trabajar en conjunto con organismos internacionales para lograr los objetivos propuestos.
El Secretario General de la ONU fue encargado de elaborar un proyecto de programa para la observancia del Año, en consulta con los Estados y organizaciones pertinentes, que incluyera los objetivos y recomendaciones principales. Asimismo, el Departamento de Coordinación de Políticas y Desarrollo Sostenible de la Secretaría de la ONU fue designado como órgano preparatorio, mientras que el Consejo Económico y Social (ECOSOC) actuó como órgano coordinador del Año. Las actividades financiadas dependieron de la cooperación internacional y de contribuciones de diversas fuentes, incluidas instituciones multilaterales y sectores privados.